# Thomas Motor Company

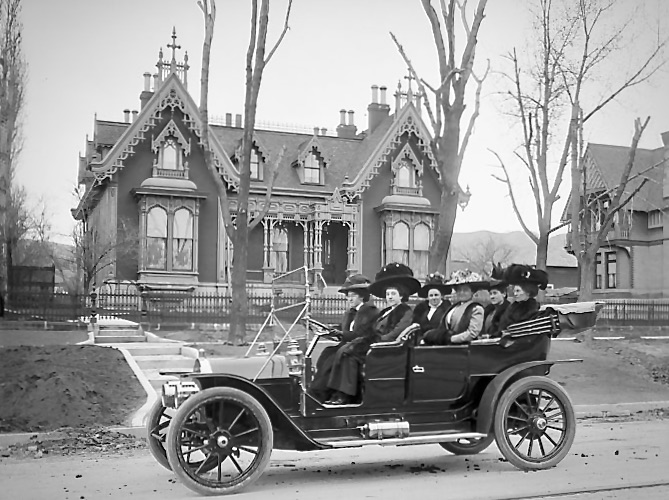
Автомобиль Thomas Flyer в Солт-Лейк-Сити, 1909 год.

E. R. Thomas Motor Company — производитель моторизованных велосипедов, моторизованных трициклов, мотоциклов, и автомобилей в Буффало, штат Нью-Йорк. Производитель был активен в 1900—1919 годах.

## Thomas Flyer
В 1905 году появляется новая гамма больших автомобилей под маркой Flyer с четырёхцилиндровыми двигателями мощностью 28 кВт (40 л. с.) и 35 кВт (50 л. с.) и шестицилиндровыми мощностью 42 кВт (60 л. с.).
На автомобиле Thomas Flyer модели K-6-70 установлен четырёхцилиндровый двигатель мощностью 50,4 кВт (72 л. с.). Диаметр цилиндра 146,1 мм, ход поршня 139,7 мм, рабочий объём 9362 см³. Коробка передач четырёхступенчатая, трансмиссия цепная. Колёса деревянные. Скорость 60 км/ч.
1908 год стал годом триумфа фирмы. В этом году гонщиками Г. Шустером и М. Робертсом на автомобиле Thomas Flyer с четырёхцилиндровым двигателем была выиграна гонка Нью-Йорк—Париж, 21 470 км за 169 дней.